# 그레이엄 그린
그레이엄 그린(Graham Greene, OM, CH, 1904년 10월 2일 ~ 1991년 4월 3일)은 영국의 소설가이자 극작가, 문학 평론가이다.

## 생애
그레이엄 그린은 하트퍼드셔주 버큼스테드(Berkhamsted)에서 태어나 옥스퍼드 대학교를 졸업한 뒤, 1925년 가톨릭 교도가 됐다. 《런던 타임스》의 부주필로 있으면서 작품 활동을 하였다.

## 작품 특징
작품의 특징은 항상 쫓기는 자의 불안과 공포를 재미있게 묘사하여, 악의 세계를 그림으로써 오히려 신의 사랑을 증명하려는 데 있다. 줄거리의 전개가 재미있어 영화화된 것도 많다. 저서로는 《권력과 영광》, 《조용한 미국인》, 《제3의 사나이》(The Third Man) 등이 있다.
자신이 쓴 소설 《사건의 핵심》의 극화로 극단에 데뷔하였다. 처녀 희곡인 《거실》(1953)을 비롯하여 《도자기 만드는 작은 집》(1957), 《조상》(彫像; 1964)에서 볼 수 있듯이 작품의 밑바닥에 흐르는 가톨릭 사상과 신과 인간의 대결을 포함한 종교적 테마에 바탕을 둔 비극을 주로 다루었다.
희극으로는 애인의 남편에게 관대한 태도를 보이는 사나이와 치과 의사 부부의 기묘한 삼각 관계를 그린 《사람 좋은 연인》(1959), 《거실》, 《화분 창고》 등이 있다.

## 서훈
- 1966년 컴패니언 오브 아너(Order of the Companions of Honour, CH)[1]
- 1986년 오더 오브 메리트(Order of Merit, OM)[2]

## 참고 문헌